# México en los Juegos Olímpicos de Múnich 1972
México estuvo representado en los Juegos Olímpicos de Múnich 1972 por un total de 174 deportistas, 152 hombres y 22 mujeres, que compitieron en 20 deportes.
El portador de la bandera en la ceremonia de apertura fue el nadador Felipe Muñoz.
Hasta 2020 esta ha sido la delegación olímpica más grande de México en unos Juegos celebrados fuera de su país.

## Medallistas
El equipo olímpico mexicano obtuvo las siguientes medallas:
| Nombre         | Deporte | Competición |
| -------------- | ------- | ----------- |
| Oro            |         |             |
| —              |         |             |
| Plata          |         |             |
| Alfonso Zamora | Boxeo   | 54 kg M     |
| Bronce         |         |             |
| —              |         |             |

## Resultados por deporte

### Boxeo
| Atleta                         | Evento         | Ronda de 64        | Ronda de 32        | Ronda de 16        | Cuartos de final   | Semifinales        | Final              | Final            |           |
| Atleta                         | Evento         | Oponente Resultado | Oponente Resultado | Oponente Resultado | Oponente Resultado | Oponente Resultado | Oponente Resultado | Posición         |           |
| ------------------------------ | -------------- | ------------------ | ------------------ | ------------------ | ------------------ | ------------------ | ------------------ | ---------------- | --------- |
| Salvador García Sánchez        | Peso minimosca |                    | Evans (GBR) P      | No avanzó          | No avanzó          | No avanzó          | No avanzó          | No avanzó        | No avanzó |
| Arturo Delgado Nogales         | Peso mosca     | Miranda (NIC) G    | Bye                | Blazynski (POL) P  | No avanzó          | No avanzó          | No avanzó          | No avanzó        |           |
| Alfonso Zamora                 | Peso gallo     |                    | Fortaleza (PHI) G  | Föster (GDR) G     | Rodríguez (ESP) G  | Carreras (USA) G   | Martínez (CUB) P   | Medalla de plata |           |
| Juan Francisco García Guerrero | Peso pluma     | Tomczyk (POL) P    | No avanzó          | No avanzó          | No avanzó          | No avanzó          | No avanzó          | No avanzó        |           |
| Antonio Gin                    | Peso ligero    |                    | Atherly (GUY) G    | Nash (IRL) P       | No avanzó          | No avanzó          | No avanzó          | No avanzó        | No avanzó |
| Sergio Lozano Aguilar          | Peso wélter    |                    | Mensah (NGR) G     | Devlin (AUS) G     | Murunga (KEN) P    | No avanzó          | No avanzó          | No avanzó        | No avanzó |
| Emeterio Villanueva            | Peso semimedio |                    | Lemus (VEN) G      | Elliott (IRL) G    | Tiepold (GDR) P    | No avanzó          | No avanzó          | No avanzó        | No avanzó |
| José Luis Espinosa Mares       | Peso medio     |                    | Amartey (GHA) P    | No avanzó          | No avanzó          | No avanzó          | No avanzó          | No avanzó        |           |

### Clavados
José Robinson participó en sus terceros Juegos Olímpicos y Bertha Baraldi en sus segundos.
| Atleta            | Evento                       | Preliminar | Preliminar | Final     | Final     | Total  | Total    |
| Atleta            | Evento                       | Puntos     | Posición   | Puntos    | Posición  | Puntos | Posición |
| ----------------- | ---------------------------- | ---------- | ---------- | --------- | --------- | ------ | -------- |
| José Robinson     | Trampolín 3 metros varonil   | 348.48     | 10         | 165.54    | 9         | 514.02 | 11       |
| Porfirio Becerril | Trampolín 3 metros varonil   | 310.65     | 27         | No avanzó | No avanzó | 310.65 | 27       |
| Carlos Girón      | Trampolín 3 metros varonil   | 345.21     | 11         | 176.67    | 6         | 521.88 | 9        |
| Carlos Girón      | Plataforma 10 metros varonil | 290.37     | 10         | 152.04    | 7         | 442.41 | 8        |
| Porfirio Becerril | Plataforma 10 metros varonil | 282.57     | 15         | No avanzó | No avanzó | 282.57 | 15       |
| José Robinson     | Plataforma 10 metros varonil | 284.58     | 14         | No avanzó | No avanzó | 284.58 | 14       |
| Bertha Baraldi    | Trampolín 3 metros femenil   | 252.66     | 15         | No avanzó | No avanzó | 252.66 | 15       |
| Bertha Baraldi    | Plataforma 10 metros femenil | 174.21     | 20         | No avanzó | No avanzó | 174.21 | 20       |

### Remo
México compitió en Scull individual por primera vez desde Tokio 1964.
Ricardo Scheffer compitió en sus segundos Juegos Olímpicos, Arcadio Padilla en sus terceros.
| Atleta                                                       | Evento             | Cuartos de final | Cuartos de final | Repesca   | Repesca  | Semifinal | Semifinal | Final     | Final     |
| Atleta                                                       | Evento             | Resultado        | Posición         | Resultado | Posición | Resultado | Posición  | Resultado | Posición  |
| ------------------------------------------------------------ | ------------------ | ---------------- | ---------------- | --------- | -------- | --------- | --------- | --------- | --------- |
| Guillermo Spamer                                             | Scull individual   | 8:38.63          | 6                | 8:40.76   | 5        | No avanzó | No avanzó | No avanzó | No avanzó |
| Federico Scheffer Ricardo Scheffler                          | Scull doble        | 7:43.87          | 5                | 7:40.11   | 3        | No avanzó | No avanzó | No avanzó | No avanzó |
| Miguel Ruiz Jospe Luis Rion                                  | Dobles sin timonel | 7:59.53          | 4                | 8:15.97   | 4        | No avanzó | No avanzó | No avanzó | No avanzó |
| José Luis Morales Arcadio Padilla Arturo Figueroa Juan López | Cuatro sin timonel | 7:20.00          | 5                | 7:32.31   | 4        | No avanzó | No avanzó | No avanzó | No avanzó |